# Dexter Award
Dexter Award – nagroda przyznawana przez Amerykańskie Towarzystwo Chemiczne w latach 1956–2001. Sponsorem nagród była Dexter Chemical Corporation z wyjątkiem dwóch ostatnich lat, gdy rolę tę pełniła Mildred and Sidney Edelstein Foundation.
Nagroda była przyznawana wyróżniającym się naukowcom, działającym w dziedzinie historii chemii.

## Zwycięzcy
- 1956 Ralph E. Oesper
- 1957 Williams Haynes
- 1958 Eva Armstrong
- 1959 John Read
- 1960 Denis Duveen
- 1961 James R. Partington
- 1962 Henry M. Leicester
- 1963 Douglas McKie
- 1964 Eduard Farber
- 1965 Martin Levey
- 1966 Earle R. Caley
- 1967 Mary Elvira Weeks
- 1968 Aaron J. Ihde
- 1969 Walter Pagel
- 1970 Ferenc Szabadvary
- 1971 Wyndham D. Miles
- 1972 Henry Guerlac
- 1973 Bernard Jaffe
- 1974 nagrody nie przyznano
- 1975 Jan W. van Spronsen
- 1976 Trevor I. Williams
- 1977 Modesto Bargallo
- 1978 George B. Kauffman
- 1979 Joseph Needham
- 1980 Maurice Daumas
- 1981 Cyril Stanley Smith
- 1982 John H. Wotiz
- 1983 Arnold Thackray
- 1984 Maurice Crosland
- 1985 Robert Multhauf
- 1986 Robert Anderson
- 1987 Allen Debus
- 1988 Lutz F. Haber
- 1989 D. Stanley Tarbell
- 1990 Colin A. Russell
- 1991 Owen Hannaway
- 1992 John T. Stock
- 1993 Joseph S. Fruton
- 1994 Frederic L. Holmes
- 1995 William H. Brock
- 1996 Keith J. Laidler
- 1997 Bernadette Bensaude-Vincent
- 1998 Seymour H. Mauskopf
- 1999 Mary Jo Nye
- 2000 Alan J. Rocke
- 2001 William A. Smeaton